# 紳士追殺令
是一部於2020年上映的英美合拍犯罪喜劇電影，由蓋·瑞奇執導，並與伊凡·艾金森（Ivan Atkinson）和馬恩·戴維斯（Marn Davies）共同撰寫劇本。主演包括馬修·麥康納、查理·杭南、亨利·高汀、蜜雪兒·道克利、傑瑞米·史壯、埃迪·馬森、柯林·法洛和休·葛蘭。
《紳士追殺令》由STX娛樂定於2020年1月24日在美國上映。

## 劇情
故事發生在英國，毒梟米奇·皮爾森因為在宴會上沒和某雜誌主編「大大偉」握手而得罪對方，大大偉用15萬英鎊雇用偵探佛萊契欲使米奇身敗名裂。佛萊契掌握到不利於米奇的證據，於是去找米奇的副手雷蒙，要雷蒙用2000萬英鎊買下這些證據，並且稱自己如果遭遇不測，他設好的保險措施就會生效。佛萊契在證據之外也附送了一份他寫的電影劇本，為了證明，他開始侃侃而談他知道的故事。
米奇是美國來的貧窮移民，年輕時靠著賣大麻白手起家，成為數一數二的大毒梟。如今米奇邁入中年，只想將大麻事業脫手，與心愛的妻子蘿莎琳共度餘生。米奇的生意秘訣在於收買缺錢的英國貴族，得到使用廣大領地的許可，再於地底偷偷種植大麻，完全不會被發現。猶太商人馬修考量到10年後大麻合法化時的巨大利益，願意用4億英鎊買下這些。之後雷蒙奉命去將一名貴族的吸毒子女帶回，過程中不小心讓一名俄羅斯青年墜樓而死，雖然成功滅跡，但被佛萊契偷拍存證。
馬修出價沒多久，其中一處大麻田被身手高強的一群青年「屁孩幫」闖入並洗劫。屁孩幫的教練向雷蒙賠罪，表示那些孩子並不壞，只是知道情報後前去鬧一鬧，為了補償米奇的損失，他們願意幫忙做事。教練提供的線索讓雷蒙和米奇發現，將情報告訴屁孩幫的是中國幫派的年輕成員「乾眼」，他曾經擅作主張來找米奇談買大麻園的事宜，還殺了他們組織的老大喬治大爺。這時鏡頭接到片頭，米奇在酒吧喝酒時背後有人持槍靠近，接著傳來一聲槍響，血濺在米奇的杯子上。然而實際上被槍擊的並不是米奇，而是雷蒙將殺手給擊斃。
米奇在接電話時發現將蘿莎琳被乾眼狹持，於是與雷蒙急著前往。蘿莎琳用馬修送的黃金真槍紙鎮射殺了乾眼的手下，但子彈用罄而被乾眼制服。乾眼正要強姦蘿莎琳時米奇趕到場，二話不說就將乾眼亂槍射死。故事至此看似塵埃落定，但佛萊契指出，米奇並不知道乾眼其實和馬修合作，而他有乾眼和馬修會談的證據影片。雷蒙聽畢後沒有付錢，佛萊契稱他給他72小時做決定。
雷蒙請教練幫忙綁架大大偉，拍下他與豬隻獸交的影片，威脅他不許再繼續調查米奇。雷蒙也在佛萊契的鞋子裝追蹤器，找到他的保險措施並解除。米奇與馬修見面，馬修稱因為大麻園遇襲的事件，他要將出價降到1.3億美元。但雷蒙已經將佛萊契拍下的證據影片交給米奇，證實了米奇的懷疑：乾眼與馬修合作，乾眼將消息放給屁孩幫，讓大麻田被襲，如此一來馬修就有理由壓低買田的價錢。米奇與馬修對質，米奇不再願意將大麻生意賣給馬修，並要他立刻付出2.7億美元的差額，否則就得死。米奇稱自己並不很在乎錢，但他為此次風波再次雙手染血，而且愛妻還險些被強姦，馬修除了付錢賠償外，還必須為此被割下一磅的肉。
佛萊契再訪雷蒙時，教練也在場。雷蒙讓佛萊契知道他的保險措施已被屁孩幫解除、大大偉被搞定，佛萊契已經沒戲唱了。教練稱他們已用三次幫忙還清人情，不願深入黑社會而先行離開。佛萊契突然又一本正經地稱，當初雷蒙害死的俄羅斯青年阿斯蘭，其實是俄羅斯寡頭政治家之子，佛萊契已將阿斯蘭死亡的始末告訴其家人，所以刺殺米奇的刺客其實是俄羅斯人派來的，既然當時沒有得手，現在俄羅斯又派出了一批人手。雷蒙一邊警戒入侵住宅的不速之客一邊通知米奇，但米奇已被刺客逮到。結果入侵住宅的刺客正好被要開車離開的教練遇到，教練只好殺了他們，並懊惱地對雷蒙表示這是第四次。佛萊契趁亂逃離現場。另一方面，米奇被刺客在車上用槍抵著，這時屁孩幫想解決教練的煩惱源頭而擅自出動，開著車拿著槍對著米奇所在的車掃射想幹掉米奇，前座的刺客當場斃命，而米奇則下落不明。
畫面突然一轉，佛萊契正拿著那份劇本向米拉麥克斯影業推銷，影業的人問他結局是怎麼一回事，佛萊契稱這是為了有續集能拍。佛萊契出了公司後搭上計程車，卻發現司機正是雷蒙。雷蒙用佛萊契當初的台詞「我想和你玩個遊戲」來回敬他。最後一幕中，平安生還的米奇與愛妻準備享受魚水之歡。

## 演員
- 馬修·麥康納 飾 米奇·皮爾森（Mickey Pearson）
- 查理·漢納 飾 雷蒙（Raymond）
- 亨利·高汀 飾 「乾眼」（Dry Eye）
- 蜜雪兒·道克利 飾 蘿莎琳·皮爾森（Rosalind Pearson）
- 傑瑞米·史壯 飾 馬修·伯格（Matthew Berger）
- 埃迪·馬森 飾 「大大偉」（Big Dave）
- 柯林·法洛 飾 教練（Coach）
- 休·葛蘭 飾 佛萊契（Fletcher）
- 基迪·阿胡迪（英语：Chidi Ajufo） 飾 邦尼 （Bunny）
- 傑森·王（英语：Jason Wong） 飾 發哥（Phuc）
- 布塔妮·艾許霍（英语：Brittany Ashworth） 飾 露比（Ruby）
- 山繆·魏斯特（英语：Samuel West） 飾 普萊斯菲爾德勛爵 （Lord Pressfield）
- 艾莉特·薩姆納（英语：Eliot Sumner） 飾 蘿拉·普萊斯菲爾德（Laura Pressfield）
- 琳恩·蕾妮（英语：Lyne Renée） 飾 賈姬（Jackie）
- 克里斯·伊凡吉盧（英语：Chris Evangelou） 飾 「黃金時段」（Primetime）
- 尼吉納·庫明娜（英语：Eugenia Kuzmina） 飾 米沙（Misha）
- 法蘭茲·德拉梅（英语：Franz Drameh） 飾 本尼 （Benny）
- 吳永志（英语：Tom Wu） 飾 喬治大爺 （Lord George）

## 製作
2018年5月，宣佈蓋·瑞奇將執導和撰寫一部與他早期的電影《兩根槍管》和《偷拐搶騙》類型相近的電影。電影在第71屆坎城影展上公佈，片名為《Toff Guys》，而米拉麥克斯影業取得了該片的發行權。拍攝預計將於2018年10月開始。
2018年10月，馬修·麥康納、凱特·貝琴薩、亨利·高汀和休·葛蘭加盟劇組。2018年11月，傑瑞米·史壯、傑森·王和柯林·法洛加盟劇組，而貝琴薩因要照顧病倒的家人而退出電影，她的角色改由蜜雪兒·道克利飾演。2018年12月，琳恩·蕾妮加盟劇組。2019年2月，電影改名為《Bush》，並改由STX娛樂發行。之後，片名又改為《The Gentlemen》。

### 拍攝
主體拍攝於2018年11月在倫敦進行，拍攝地點包括西倫敦電影製片廠。

## 發行
《紳士追殺令》由STX娛樂定於2020年1月24日在美國上映。

### 評價
爛番茄根據180條評論，持有72%的新鮮度，平均得分6.28／10，觀眾投票獲得87%的分數，平均得分為4.29／5。在Metacritic上，電影獲得51分。

## 外部連結
- 互联网电影数据库（IMDb）上《紳士追殺令》的资料（英文）
- 爛番茄上《紳士追殺令》的資料（英文）